# 上兰村站
上兰村站位于中华人民共和国山西省太原市尖草坪区上兰街道上兰村中北大学校内，是上兰村线上的车站，始建于1936年。距太原站25公里，隶属中国铁路太原局集团管辖，现为四等站。